# 多羅寧斯科耶湖
51°14′8″N 112°13′59″E / 51.23556°N 112.23306°E
多羅寧斯科耶湖（俄语：Доронинское озеро），是俄羅斯的湖泊，位於該國南部，由外貝加爾邊疆區負責管轄，處於東西伯利亞，面積3.7平方公里，平均水深4米，最大水深6.5米。